# Marea Foamete Irlandeză

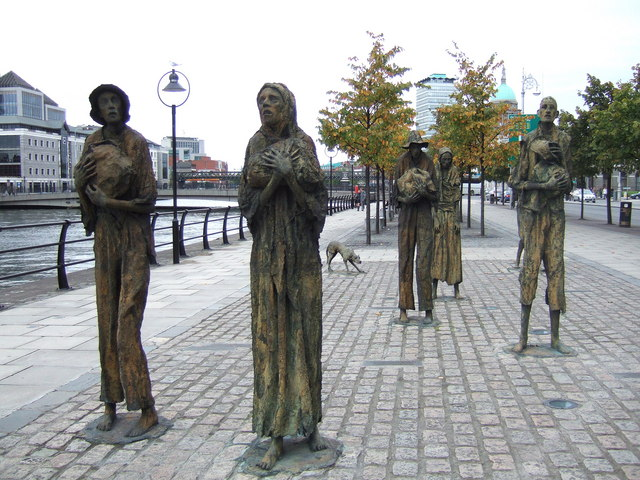
Famine monument, Dublin

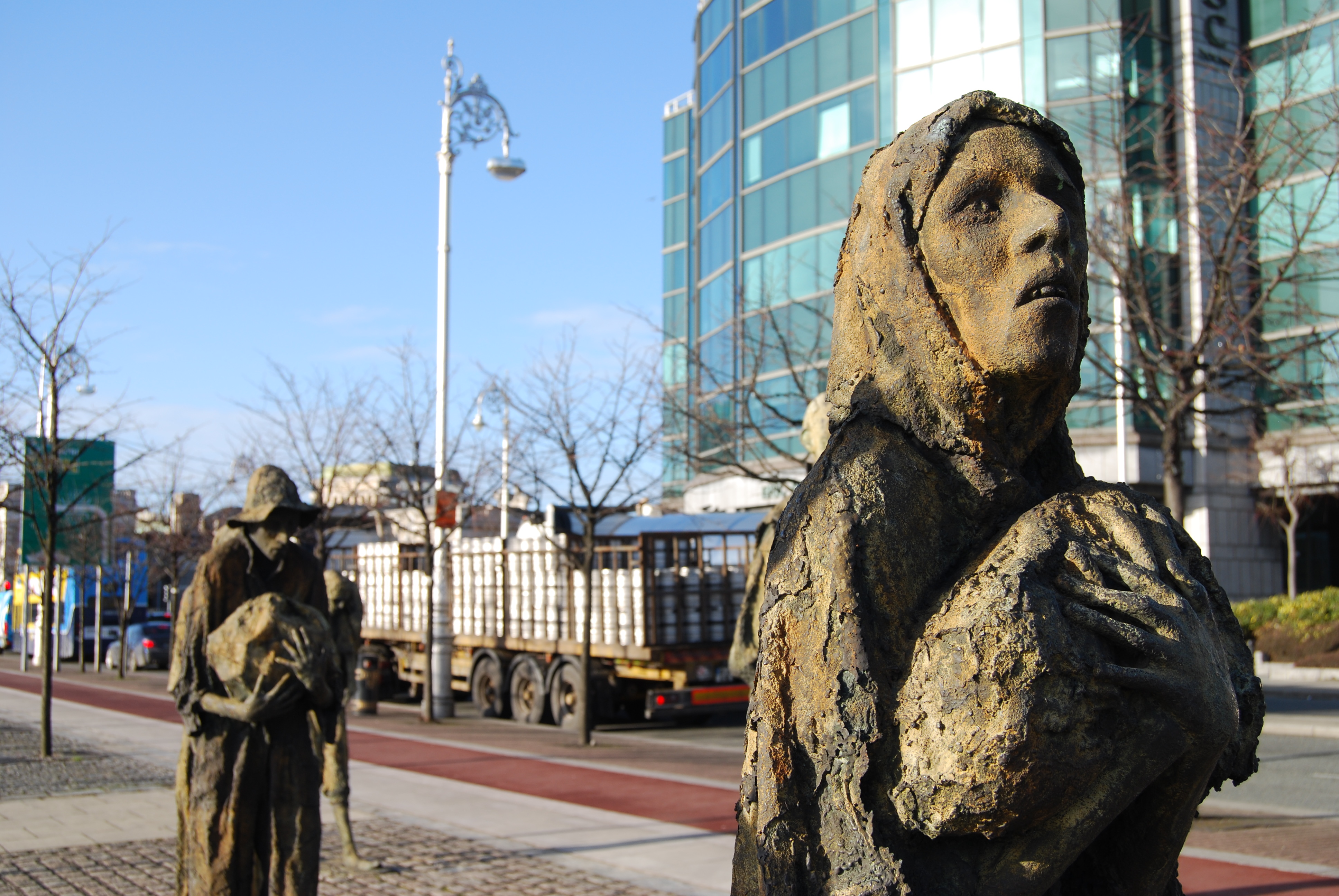
Monumentul Foametei, Dublin (detaliu)

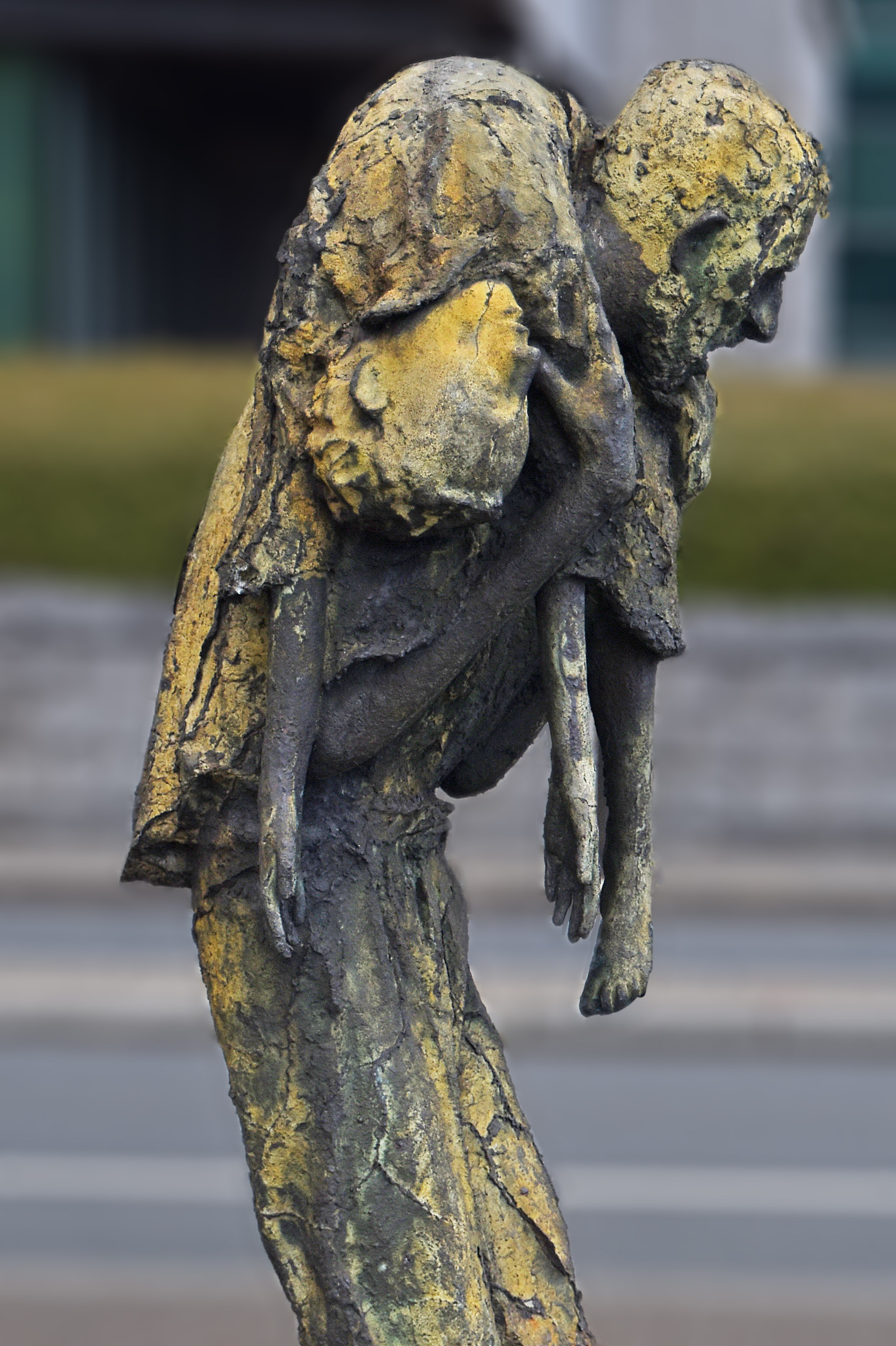
Monumentul Foametei, Dublin (detaliu)

Marea Foamete Irlandeză (1845-1849) sau „An Gorta Mór” (în traducere „Viață Grea”), un capitol dureros din istoria Irlandei, reprezintă o perioadă de foamete, epidemii, și emigrații, care va schimba complet destinul acestui stat.
Marea foamete de la mijlocul secolului al XIX-lea a reprezentat un moment de cotitură în istoria Irlandei.
Efectele sale au schimbat iremediabil demografia, politica și peisajul cultural al statului.
Cauzele acestui dezastru sunt multiple și își au originea în sistemul defectuos de conducere al statului.
Istoricii moderni vorbesc despre o perioada de pre-foamete, pe care însă, statul nu a gestionat-o adecvat.
Situația este cu atât mai curioasă, cu cât vorbim de provincia unuia din cele mai bogate și puternice imperii ale vremii. 
Irlanda este parte a Regatului Unit, din 1801 când este adoptat Actul Uniunii, și este administrat prin intermediul așa numitului :Lord Locotenent al Irlandei și al Secretarului Șef pentru Irlanda.
Benjamin Disraeli nota, însă, la 1844 că Irlanda are o populație înfometată, o aristocrație absentă, o biserică înstrăinată, și în plus, cel mai slab executiv din lume.
Acest fapt este susținut și de lipsa de implicare în politicile regionale ale reprezentanților Irlandei; chiar dacă Irlanda furniza 105 membri în Camera Comunelor și 28 pentru Camera Lorzilor, aceasta nu s-a putut bucura nicicând de sprijinul lor.

## Cauze și factori ai Marii Foamete
Analizând spectrul politic vom putea facil remarca monopolul proprietarilor de pământ (arendașilor) englezi sau anglo-irlandezi în problemele politice și nu numai. Aceștia reprezentau vârful piramidei sociale care controlau efectiv administrarea Irlandei. Cei mai mulți, însă, locuiau în Anglia unde, de altfel, cheltuiau capitalul obținut prin proprietătile din Irlanda. Acest lucru, ca și condițiile grele prin care se obținea luarea unui teren în arendă, a generat puternice nemulțumiri în sânul populației.
Nu puține au fost mișcările de reformare, de protest (aici putem menționa Mișcarea de abrogare a Actului de Uniune, „Tânăra Irlandă” etc).
În 1843 Guvernul britanic a luat atitudine și a întreprins o analiză a stării de protest a populației prin intermediul unei Comisii Regale condusă de Earl de Devon.
Acesta va raporta 2 ani mai târziu:
Este imposibilă o descriere adecvată a privațiunilor pe care la îndură în tăcere... în multe districte singura lor mâncare este cartoful... cocioabele (casele) reprezintă o prea mică protecție împotriva vremii... un pat sau o pătură sunt lux... iar porcul și gunoiul de grajd sunt singurul lor avut.
Comisia a conchis că principala cauză a acestui lucru este dată de proasta relație între arendași și țărani.
Acest lucru se datora în special sistemului de administrare introdus în secolul al XVIII-lea, numit „middleman”, care asigura arendașilor un venit regular, scutindu-i de orice responsabilitate, în timp ce țăranii deveneau tot mai asupriți. Mai apoi a devenit o practică ca arendașii să își împartă tot mai mult lotul pentru a putea beneficia de cât mai multe rente. Cu puțin timp inaintea declanșării foametei propriu-zise Guvernul britanic a raportat că foametea este larg răspândită și că o treime din populație, după plata rentei nu își permiteau să supraviețuiască.Asta îi împingea adesea la practicarea de servicii extrasezoniere	în Anglia și Scoția.
Spectrul demografic al secolului al XIX-lea în Irlanda ne relevă o altă cauză a Marii Foamete.
Folosind interpretarea malthusiană a problemei vom constata că evitarea catastrofei era aproape imposibilă.
Explozia demografică, curba ascendentă realizată de numărul populației facea ca la 1841 Irlanda să dețină circa 8 milioane de locuitori. Tragismul situației provine din faptul că două treimi din populație depindeau în mod evident de agricultură, ca unică sursă de venit ,și că, în fapt aceasta era monocultură. Țăranii irlandezi, în majoritate, aveau ca principal fel de mâncare cartoful, iar în multe cazuri acesta era și singurul.
Cultura cartofului a devenit predominantă către sfârșitul secolului XVII, fiind singura care putea să asigure hrana necesară unei întregi familii.
Această dependență față de cultura cartofului nu a lăsat alternativă, iar în momentul în care mana a lovit se prefigura o perioadă extrem de dificilă.
Distrugerea recoltei de cartofi nu era o noutate la momentul respectiv, antecedente fiind menționate încă de la 1728 (1739 distruge complet recolta,1740,1770, 1880 –pe scară largă,1807-distruge jumătate din recoltă etc.), însă nici una nu a avut intensitatea și durata celei ce a lovit Irlanda între 1845-1849.

## Izbucnirea Marii Foamete
Marea Foamete este declanșată de apariția manei de cartof, originară din America.
Phytophora infestans- boală fungică- pare a fi originară din America de Sud ,mai exact Peru, deși există voci care susțin că ar fi originară din America de Nord și a ajuns în Europa prin intermediul vaselor venite din Baltimore sau New York.
Mana se va răspândi rapid în Belgia, Olanda, Franța de nord și Anglia.
Repeziciunea cu care se răspândește este ilustrată de „Cronica grădinăritului și Gazeta de horticultură” care la 16 august 1845 raporta apariția unei mane de un caracter neobișnuit în Isle Wight, iar în data de 23 august 1845 vorbea despre o maladie de temut care a pustiit câmpiile din Belgia.
Pe 13 septembrie , revista anunța pe un ton dramatic ce avea să urmeze.
Cultura cartofului este puternic afectată în 1845 în Irlanda , iar asta se reflectă în numeroasa corespondență primită de Comitatul Casei din Dublin de la populația alarmată.
Acesta va concluziona la 19 noiembrie 1845 că mai mult de o treime din recoltă este distrusă.
Potrivit lui Cormac O`Gráda, primul atac al manei de cartofi a cauzat o considerabilă năpăstuire asupra Irlandei rurale din toamna anului 1846.
Deși mediile de cultură sunt suficiente, sămânța era distrusă și insuficientă, ceea ce s-a tradus în 1846 la o nouă compromitere a recoltei.
Foametea devenea astfel inevitabilă.
Așa cum se aștepta recolta din 1846 va fi in proporție de ¾ distrusă; tot acum apar primele victime ale foametei.
Catrastofa se amplifică, astfel că 1847 este cunoscut și ca „Black 47” („Negrul an 47”).
În 1848 mana lovește la fel de virulent ca și în 1846, Irlanda confruntându-se și cu o rată a vagabondajului și a persoanelor evacuate mare, pentru ca în 1849 să își facă apariția și holera.
Reacțiile nu au întârziat să apară prin vocea lui Daniel O Connell, liderul unei mișcării cu tentă moderată și a Asociației Abrogării Actului Uniunii.
Aceasta milita pentru oprirea exportului și încurajarea importului.
O altă voce a populație în prag de colaps este John Mitchel, liderul politic al „Tinerei Irlande".
Acesta va scrie numeroase articole împotriva sistemului : „Coercion Bill”, „English Rule”, etc care îî vor atrage o condamnare pentru răzvrătire și mai apoi pentru trădare.
În 1861 el va scrie cea mai cunoscută lucrare a sa „Ultima cucerire a Irlandei” în care enunță ideea unui genocid.
„Poporul irlandez așteaptă foametea zi de zi...și toți învinovățesc nu atât legea cerului, cât politica lacomă și crudă a Angliei.” Tot lui Mitchel îi aparține faimoasa frază : „Atotputernicul a trimis, într-adevăr , mana cartofilor, dar englezii au creat foametea.”

## Răspunsul Guvernului britanic
Una dintre cele mai spinoase probleme ale istoriografiei ce se ocupă de analiza perioadei Marii Foamete în Irlanda este aceea a interpretării răspunsului statului britanic la problemă.
Primul ministru de atunci(1845), Sir Robert Peel este cel care se vede nevoit să facă față situației de compromitere la scară largă a culturii de cartof.
Prima măsură pe care o adoptă în acest sens este importul de porumb din America și India în valoare de 100.000£ prin intermediul unor agenți guvernamentali.
Datorită vremii nefavorabile această încărcătură ajunge abia în februarie 1846, fiind revândut cu 1 penny poundul(0,45 kg).
Porumbul este de calitate slabă, fiind aproape necomestibil – de aici și denumirea de „Sulful/Pucioasa lui Peel”.
Peel adoptă o nouă politică, îndreptată către crearea unui sistem de integrare în muncile publice, iar în planul economiei va milita pentru abrogarea Legii Cerealelor, care restricționa importurile.
Aceste acțiuni îî vor atrage rapid adversari, fiind înlăturat în 1846.
John Russell îi va lua locul 10 zile mai târziu.
Măsurile acestuia sunt la fel de neinspirate, implicând populația Irlandei într-un program de munci publice în folosul statului și care se va dovedi va fi defectuos.
Sistemul era neproductiv pentru că nu crea fonduri de refinanțare.
Se estimează că în decembrie 1846 circa jumătate de milion de locuitori erau angajați în acest sistem.
John Mitchel afirma că oameni slabi și înfometați erau puși să sape șanțuri și să clădească drumuri care nu duceau nicăieri.
O altă acțiune care va irita spiritele și în spatele căruia se afla Charles Trevelyan-secretar în cadrul Ministerului Finanțelor- este acordarea a unei părți mari din cantitatea de cereale importate, Scoției, lovită și ea de mana, însă mult mai ușor. 
În ianuarie 1847 lucrările publice sunt abandonate pentru că nu dădeau randament și este introdus așa numitul „Soup Kitchen Act” –măsură temporară de ajutorare până se gaseau soluții în aplicarea Legii Săracilor, prin care era oferită gratis supă.
Programul s-a dovedit la fel de neinspirat ca și cel al lucrărilor publice, deoarece cei dependenți integral de ceea ce câștigau în domeniul public se vor trezi fără un venit asigurat.
Statul nu va reuși să susțină întregul număr al populației ce supraviețuise, practic, datorită câștigului venit din partea statului.
Acum se observă o creștere rapidă a mortalității.
Legea de Ajutorare Temporară făcea presiuni asupra landlorzilor (proprietarilor de pamant) și de aceea apar evacuările de pe pământuri sau mituirile pentru părăsirea domeniului.
Mulți landlorzi refuzau să plătească taxele, Camera Executivă din Dublin se vede astfel nevoită să facă apel la contribuții din acte caritabile.
Câteva uniuni ale Legii Săracilor intră în colaps, iar micul ajutor financiar din partea statului nu rezolvă decât minimal problema.
Anul 1849 este anul în care holera face ravagii, și tot anul în care regina Victoria face o vizită în Irlanda, la Cork, la Dublin, etc, scopul fiind acela de a anunța întoarcerea situației la normal pentru atragerea capitalului străin.
1849 reprezintă de asemenea, încercării Camerei Comunelor de a anula clauza sfertului de acru din textele Legii Săracilor.
Această clauză prevedea interzicera oricărui deținător de pământ - mai mult de un sfert de acru- să primească scutiri sau ajutoare de la stat.
În practică însă, unui fermier, după ce își vânduse produsul pentru a plăti renta, taxele și datoriile, nu îi mai rămâneau venituri pentru a supraviețui.
Se găseau astfel în imposibilitate de plată.
Numărul celor evacuați de pe domenii în anii foametei, datorită acestei clauze sau a altor factori, este greu de stabilit.
Abia în 1849 autoritățile au început să țină o evidență, iar până în 1854 numărul lor era de circa 250.000.
James Donnelly consideră că suma este subestimată, în realitate ea ajungând la jumătate de milion de oameni.
În unele cazuri țăranii primeau mici sume pentru a părăsi de bunăvoie domeniile.

## Acte de caritate
Situația grea și sărăcia lucie cu care se confrunta populația Irlandei în timpul Marii Foamete nu au rămas lucruri indiferente pentru restul privilegiat.
Ajutorul va veni în special din afară sau din surse ale Bisericii.
Calcutta va trimite prin intermediul soldaților irlandezi și prin intermediul angajaților Companiei Indiei de Est 12.000£.
Papa Pius al IX-lea a trimis și el fonduri, regina Victoria va dona 2.000£, iar asociațiile protestante s-au implicat și ele în acte caritabile.
Asociația de Ajutorare Britanică a strâns în anul 1847 o sumă considerabilă : circa 171.500£ cu ajutorul donațiilor din toată lumea : Anglia, America , Australia, etc.
De asemenea se vorbește deseori despre ajutorul otoman; în 1845 sultanul Abdulmelcid își arată dorința de a trimite 10.000£, dar regina îi cere să trimită doar 1.000£.
Acesta se va conforma cerinței reginei în privința sumei, însă va mai trimite în secret 3 nave cu mâncare.

## Efectele Marii Foamete
Dincolo de trauma puternic înrădăcinată în mentalul colectiv, una din primele consecințe ale perioadei nefaste este reducerea populației Irlandei cu circa 20 %. De asemenea numărul locuitorilor Irlandei va fi în cădere liberă timp de 70 de ani. Decesele din timpul Marii Foamete sunt cauzate în mare parte de boală, de condițiile precare și mai puțin de lipsa efectiva de hrană.
Bolile cele mai frecvent întâlnite sunt infecțiile, tuberculoza, diverși paraziți, variolă, gripă, iar în final holera.
Răspândirea rapidă a bolilor vine și ca urmare a dislocării sociale, a condițiilor de igienă precară, a medicamentației practic inexistente.
R.J.Foster lansează o cifră a morților în jur de 775.000.
Cormac O’Grada vorbește însă despre subestimarea cifrei datorită analizei bazate în special pe recensământul din 1851- moartea , emigrarea unei întregi familii nu a lăsat vreun martor.
Joel Mokyr ridică rata mortalității din timpul Marii Foamete în jurul cifrei de 1,1 -1,5 milioane de oameni.
Un alt efect ce va afecta puternic societatea irlandeză este fenomenul emigrației, care va deveni o dominantă a inceputurilor anilor 1850, ea menținându-se mult timp. Principalele direcții de emigrare vor fi către America: Boston, Massachusetts, New York, Philadelphia, către Canada: Toronto, Quebec, Ontario, către Australia etc
Dincolo de toate aceste lucruri Marea Foamete a mai generat o problemă puternic discutată de istoriografie : cea a principalului vinovat pentru acest dezastru.
Privind în urmă, mișcările irlandeze blamează în unanimitate guvernul britanic.
Partizani ai ideii de genocid sunt și Peter Doffy și Francisc Boyle, profesor la Universitatea din Illinois.
Kinealy, ca și O’Grada vorbește despre neglijență și despre intervenția redusă a statului din diverse rațiuni.
La un veac și jumătate de la acel moment, Tony Blair, prim-ministrul Angliei afirmă în cadrul evenimentului de comemorare, că istoria Angliei era în acel punct comună cu cea a Irlandei, asumând vina guvernului britanic în această problemă.
Actualmente, victimele Marii Foamete sunt comemorate la o dată anume, iar numeroasele acțiuni (instalarea într-o piață a Dublinului a unui Memorial al Foametei) și activitați legate de aducere aminte a aceastei perioade (nu numai în Irlanda ci și în cadrul diasporei) ne sugerează faptul că imaginea acestui dezastru este încă proaspătă în mentalul colectiv.